# Carex distachya
Carex distachya är en halvgräsart som beskrevs av René Louiche Desfontaines. Carex distachya ingår i släktet starrar, och familjen halvgräs.

## Underarter
Arten delas in i följande underarter:
- C. d. distachya
- C. d. phyllostachioidea

## Bildgalleri

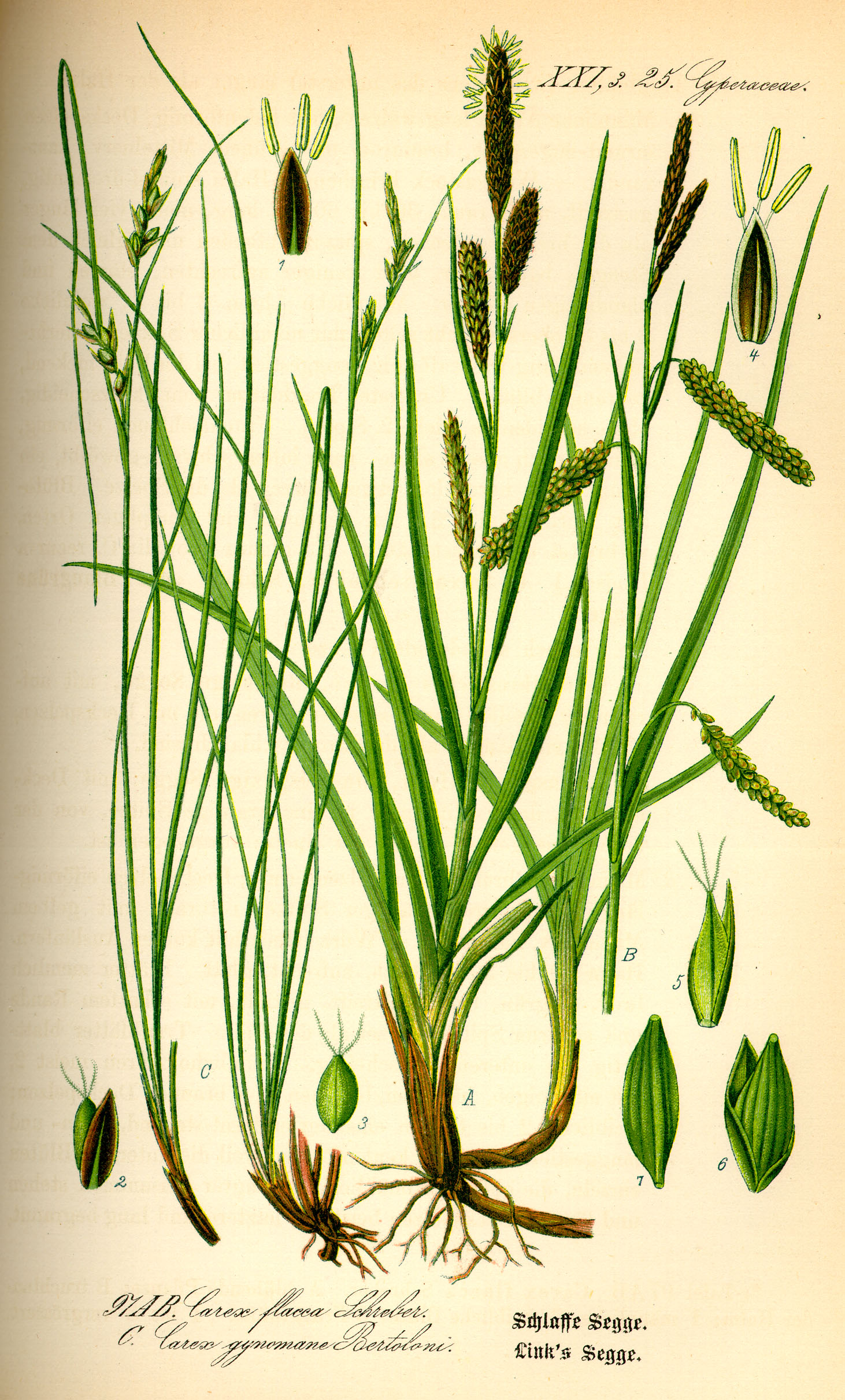